# Stadion Dziesięciolecia
Het Stadion Dziesięciolecia was een multifunctioneel stadion in Warschau, Polen. Het stadion wordt vooral gebruikt voor voetbalwedstrijden en atletiekwedstrijden en werd geopend op 22 juli 1955. In het stadion is plaats voor 71.008 toeschouwers.

## Geschiedenis
In de jaren 50 werd er een wedstrijd uitgeschreven door de 'Association of Polish Architects' voor het beste ontwerp van een stadion in de stad Warschau. Architecten Jerzy Hryniewiecki, Zbigniew Ihnatowicz en Jerzy Sołtan wonnen deze wedstrijd. Later werd begonnen aan de bouw van het stadion. De opening was op  22 juli 1955. 22 juli was in Polen de Onafhankelijkheidsdag. Direct werd dit stadion het nationale stadion van Polen en werden veel internationale wedstrijden van het Pools voetbalelftal in dit stadion gespeeld.
In 1968 werd stadion middelpunt van protest tegen de bezetting van Tsjecho-Slowakije door de Warschaupacttroepen toen Ryszard Siwiec zichzelf in brand stak op 8 september 1968 tijdens de Biddag en Dankdag voor Gewas en Arbeid, hij overleed aan zijn verwondingen.
Na 1983 werd het stadion steeds minder gebruikt en raakte het in verval. Het stadion werd verkocht aan een bedrijf dat het ging gebruiken als openluchtmarkt (Jamark Europe) Het stadion werd gesloten in 2008.